# Substitution (medicin)
 For alternative betydninger, se Substitution. (Se også artikler, som begynder med Substitution)
Substitution betyder, at et apotek udleverer et billigere lægemiddel, end det lægen har skrevet på en recept. Det lægemiddel, som apoteket udleverer, har det samme virksomme stof i den samme mængde, som det lægen har udskrevet, og det bruges på samme måde. De lægemidler, der substitueres til, kaldes også synonymer.